# ديتمار شميت
ديتمار شميت (بالألمانية: Dietmar Schmidt) (29 أبريل 1952 في ألمانيا - ) هو لاعب كرة يد ألمانيا الشرقية وألماني (وحمل سابقاً جنسية ألمانيا الشرقية). شارك في كرة اليد في الألعاب الأولمبية الصيفية 1980 – منافسة الرجال ‏.

## وصلات خارجية
- ديتمار شميت على موقع أوليمبيديا (الإنجليزية)